# Blaberus duckei
Blaberus duckei es una especie de insecto blatodeo de la familia Blaberidae. Comparte con el resto de sus congéneres uno de los mayores tamaños entre las cucarachas.